# Barcikowice
Barcikowice (przed 1945 niem. Hänchen) – część miasta Zielona Góra, jedno z jej sołectw. Dawna wieś. Od 1 stycznia 2015 w granicach administracyjnych miasta.
Do końca roku 2014 wieś położona była w województwie lubuskim, w powiecie zielonogórskim, w zniesionej obecnie gminie Zielona Góra. W latach 1975–1998 miejscowość administracyjnie należała do województwa zielonogórskiego.
Na północnym krańcu Barcikowic płynie rzeka Śląska Ochla. Przez Barcikowice przebiega droga wojewódzka nr 283, która na północ prowadzi do centrum Zielonej Góry, a na południe do Kożuchowa.